# Loggia sottolinguale
La loggia sottolinguale, oppure regione sottolinguale/sublinguale, è una cavità che separa la parte basilare della lingua dalla faccia interna del corpo della mandibola e si penetra in questa cavità sollevando la mucosa del pavimento del cavo orale.

## Limiti
Da una sezione frontale del pavimento della cavità orale è possibile distinguere le pareti di questa loggia:
- Parete superiore: questa è formata dalla mucosa del pavimento del cavo orale,
- Parete antero-laterale, formata dalla porzione della faccia interna del corpo della mandibola situata al di sopra della linea miloioidea. In questa parte inoltre è presente una depressione chiamata "fossetta sottolinguale",
- Parete postero-mediale: questa corrisponde al muscolo ioglosso,
- Parete inferiore, costituita dal muscolo miloioideo il quale separa il pavimento orale dalla regione sopraioidea

Nella parte in avanti però, per la presenza dell'inserzione del muscolo genioglosso alle apofisi geni superiori della mandibola, la loggia appare quindi delimitata da soltanto 3 pareti:
- Parete anteriore, in avanti ed è costituita dalla sinfisi del mento e si estende dal margine alveolare fino alla spina mentale,
- Parete postero-inferiore, indietro ed in basso ed è costituita dal muscolo genioglosso,
- Parete superiore, in alto e delimitata dalla mucosa orale.

## Contenuti della loggia
All'interno di questa regione vi sono strutture che si adattano alle pareti della loggia stessa e sono:

### Ghiandola sottolinguale
È la più piccola fra le ghiandole salivari, può avere uno spessore che misura dai 25 ai 30mm ed un peso piuttosto esiguo di circa 2/3g. Ha una forma ovalare e la sua faccia laterale si trova in corrispondenza della fossetta linguale della mandibola; con la sua faccia mediale invece si appoggia sui muscoli della lingua ( tra cui muscolo ioglosso, muscolo stilo-glosso e genioglosso) ed è in rapporto con il nervo linguale (mediale rispetto alla ghiandola), arteria sottolinguale (ramo collaterale dell'arteria linguale) e dotto sottomandibolare (anche chiamato dotto di Wharton). Il margine superiore della ghiandola solleva la mucosa soprastante del pavimento orale formando su ciascun lato del frenulo linguale due piccole sporgenze che hanno un andamento obliquo e chiamate "pieghe sottolinguali". L'estremità anteriore arriva a contatto con la stessa del lato opposto, dietro la sinfisi del mento; l'estremità posteriore invece si trova in prossimità del prolungamento anteriore della ghiandola sottomandibolare. La ghiandola sottolinguale, essendo comunque al singolare, è composta in realtà da più ghiandole e si apre sulla mucosa del pavimento orale con un numero piuttosto variabile di dotti escretori (da 5 a 15) chiamati "dotti di Rivino"; la ghiandola più voluminosa (tra tutte le altre) dà origine ad un dotto che sbocca a livello della caruncola sottolinguale, in rapporto lateralmente al dotto sottomandibolare.

### Prolungamento della ghiandola sottomandibolare
Ha una forma conoide e penetra nella loggia sottolinguale attraverso un interstizio compreso tra il muscolo ioglosso ed il margine posteriore del muscolo miloioideo. Anche altre strutture approfittano di questo interstizio per penetrare nella loggia e sono: Vena linguale, nervo ipoglosso e dotto della ghiandola sottomandibolare o di Wharton (trattato di seguito).

### Dotto sottomandibolare di Wharton
Decorre vicino al prolungamento anteriore della ghiandola sottomandibolare ed entra nella regione sottolinguale. La percorre lungo tutta la sua lunghezza, appoggiandosi alla faccia mediale della ghiandola sottolinguale, in prossimità del suo margine superiore e alla fine si apre nella caruncola linguale. La sua parete è molto sottile ma resistente e alla terminazione si presenta spessa.

### Vasi sanguigni
Nella loggia sono presenti l'arteria e le vene sottolinguali. La vena sottolinguale confluirà nella vena linguale che attraverserà in seguito l'interstizio tra muscolo ioglosso e margine posteriore del muscolo miloioideo; l'arteria sottolinguale è un ramo dell'arteria linguale (ramo terminale della carotide esterna) e si trova, insieme alla vena sottolinguale, sulla faccia mediale della ghiandola e sotto il dotto della ghiandola sottomandibolare.

### Nervo linguale
Il nervo linguale, ramo del nervo mandibolare (terza branca del nervo trigemino, V NC), dopo il decorso nella regione infratemporale entra nella loggia sottolinguale in prossimità del terzo dente molare. Qui si presenta piuttosto superficiale ed è coperto solo dalla mucosa del pavimento orale. All'inizio il nervo linguale si trova al di sopra del dotto sottomandibolare e successivamente gli passa sotto e medialmente, formando una sorta di ansa. Termina nelle ghiandole, nella lingua e nella mucosa del pavimento della cavità orale. I rami che sono diretti alle ghiandole salivari sottolinguale e sottomandibolare si fermano prima nei gangli sottomandibolare e sottolinguale e trasportano fibre pregangliari parasimpatiche provenienti dalla corda del timpano.

### Tessuto adiposo
Vicino a tutte le strutture descritte vi è del tessuto adiposo che si trova nello spazio che è compreso tra il muscolo ioglosso e miloioideo (interstizio/fessura).

## Implicazioni nella chirurgia orale
In questa regione vi sono strutture che arrivano e si dipartono verso altri punti; è necessario quindi per il chirurgo porvi molta attenzione poiché le strutture che passano per la loggia sottolinguale sono molto delicate e la loro lesione può provocare spiacevoli inconvenienti per il professionista sanitario (e anche al paziente). Fra i più comuni imprevisti chirurgici ci sono quelli che causano aggravamenti neurologici delle quali la più frequente è quella riguardante la lesione del nervo alveolare inferiore, seguita poi dal nervo mentale, linguale, incisivo, ed infraorbitario. Inoltre non sono infrequenti anche le complicanze emorragiche, dovute a lesione di vasi arteriosi causate molto spesso dalla non accurata conoscenza della regione in questione. I vasi arteriosi maggiormente coinvolti di solito sono le arterie sottolinguale, sottomentale, alveolare inferiore, palatina, naso-palatina, miloioidea e sottolinguale. Concentrandoci sulla loggia sottolinguale, vediamo che le strutture più a rischio sono quindi il nervo linguale, l'arteria sottolinguale e anche per certi aspetti il nervo(e arteria) miloioidei, vediamoli in dettaglio:

### Arteria sottolinguale
L'arteria sottolinguale, anche chiamata arteria ranina, è un ramo dell'arteria linguale e nasce tra il muscolo genioglosso ed il muscolo ioglosso. Si porta poi in avanti verso la parte linguale della mandibola ed emette ramificazioni che talvolta possono penetrare nella struttura ossea della mandibola oppure anastomizzarsi con rami terminali (linguali) dell'arteria miloioidea e dell'arteria sottomentale. Le diramazioni dell'arteria sottolinguale possono essere danneggiati sia per la trapanazione accidentale della corticale linguale della mandibola (di solito questo si verifica nella regione dei denti incisivi laterali e canini), per esempio durante l'allestimento di siti in cui si dovranno inserire impianti, sia durante operazioni nella parte anteriore del pavimento orale, ad esempio durante la rimozione di cisti o pseudocisti salivari, anche chiamate "ranule", o durante la rimozione di calcoli dal dotto sottomandibolare (di Wharton). Gli errori a volte possono mettere a serio rischio la sopravvivenza stessa del paziente; è necessario quindi comprendere bene l'anatomia prima di procedere con un'operazione poiché la disposizione dei vasi arteriosi (e delle loro anastomosi) può variare da individuo a individuo.

### Nervo linguale
Il nervo linguale può essere coinvolto anche durante operazioni sul pavimento della cavità orale. In questo distretto infatti esso è in stretto rapporto con la parte posteriore della ghiandola saliare sottolinguale ed incrocia (come una sorta di ansa) il dotto sottomandibolare a livello del primo o secondo molare, decorrendo poi sotto al dotto. in seguito il nervo, con un decorso verso l'avanti, si divide nei suoi rami terminali che innervano la ghiandola sottolinguale e danno rami sensitivi ai due terzi anteriori della lingua e al pavimento orale (sensibilità somatica). Questi ultimi rami terminali si trovano poco sotto la mucosa del corpo linguale e questo deve essere tenuto presente poiché questi possono essere danneggiati anche in interventi piuttosto semplici e ordinari come ad esempio una frenulectomia linguale.

### Nervo e arteria miloioidei
Il nervo miloioideo si divide dal nervo mandibolare subito prima del suo ingresso nel canale miloioideo e va verso il pavimento orale innervando il muscolo miloioideo, ventre anteriore del muscolo digastrico e cute del margine inferiore del mento attraverso fibre sensitive. In una piccola percentuale dei casi quest'ultimo ramo sensitivo (che si dirige verso la cute del mento) può entrare nella compagine ossea della mandibola e partecipare all'innervazione dei denti incisivi inferiori (assieme ai rami terminali del nervo alveolare inferiore). Questa evenienza può rappresentare un problema per quanto riguarda l'anestesia dei denti stessi dal momento che possono essere innervati da più rami.
L'arteria miloioidea è un vaso sanguigno che, se leso, può provocare emorragie anche gravi. Questo si verifica perché presenta molti circoli anastomotici con l'arteria sottolinguale (che decorre nella loggia omonima) e l'arteria sottomentale (ramo dell'arteria faciale). La sua lesione, seppur molto infrequente, è una complicanza problematica poiché potrebbe dare origine ad un'emorragia molto propensa a "riempire" il pavimento orale, risultando così molto difficile da poter rimediare. Il gonfiore provocato dall'emorragia può svilupparsi velocemente e traslocare la lingua verso la parte orale della faringe (orofaringe), bloccando le vie aeree del paziente.
L'arteria miloioidea decorre lungo le inserzioni mandibolari dell'omonimo muscolo, il miloioideo (che forma la parete inferiore della loggia sottolinguale). L'odontoiatra, prima dell'inserimento di un impianto, di solito misura la distanza di sicurezza rispetto al nervo alveolare inferiore e durante l'inserimento dell'impianto potrebbe accorgersi (attraverso la fresa perforatrice) della presenza di un vuoto inaspettato dopo aver compiuto un tratto molto più ridotto. Nella realtà dei fatti non è penetrato nel canale alveolare ma potrebbe aver causato una situazione più pericolosa: si trova nel pavimento orale, proprio dove decorre l'arteria miloioidea!
La regione a rischio è il versante linguale della mandibola, subito dietro al foro mentale e tra il quinto ed il settimo dente (canino e primo premolare). È fondamentale dunque la conoscenza dell'anatomia topografica da parte dell'odontoiatra per evitare certe situazioni anche tragiche.